# Кольцово (Пермский край)
Кольцо́во — село в Пермском районе Пермского края.
В селе расположена Церковь Святителя Николая Чудотворца и подворье Успенского женского монастыря.
Село известно в первую очередь благодаря прославленной здесь чудотворной иконе святого Николая, именуемой «Пещерной». Предание доносит, что образ был написан в селе Чусовские Городки по заказу благочестивого крестьянина Ильи Кольцова из деревни Кольцово, которому в здешнем лесу явился сам святой Чудотворец.
Входило в состав Лобановского сельского поселения, упразднённого в 2022 году.

## География
Село расположено на правом берегу реки Сыра, примерно в 12 км к юго-востоку от административного центра поселения, села Лобаново и 25,5 км к юго-востоку от Перми.

## Население
| 2010 |
| ---- |
| 104  |